# Hydrillodes melanozona
Hydrillodes melanozona là một loài bướm đêm trong họ Noctuidae.